# Brabantplein
Het Brabantplein vormt het centrale plein van de Bredase wijk Brabantpark.
Het brabantplein werd geopend in 1958. Het ontwerp was geïnspireerd op de Lijnbaan in Rotterdam. Ook hier ging men uit van een autovrije ruimte met aan weerszijden winkels en aan de achterzijde de expeditiestraten voor de bevoorrading. Boven de winkels bevinden zich appartementen. Een kenmerkend onderdeel van het plein is de “droogloop”. Dit is een doorgaande luifel die alle winkels op het plein met elkaar verbindt. Ook dit is geïnspireerd op de Rotterdamse Lijnbaan.
Met zijn opbouw, met de droogloop, kiosken, vrijstaande etalages, en typische architectuur, is het Brabantplein een toonbeeld van de wederopbouw na de Tweede Wereldoorlog.

## Fotogalerij

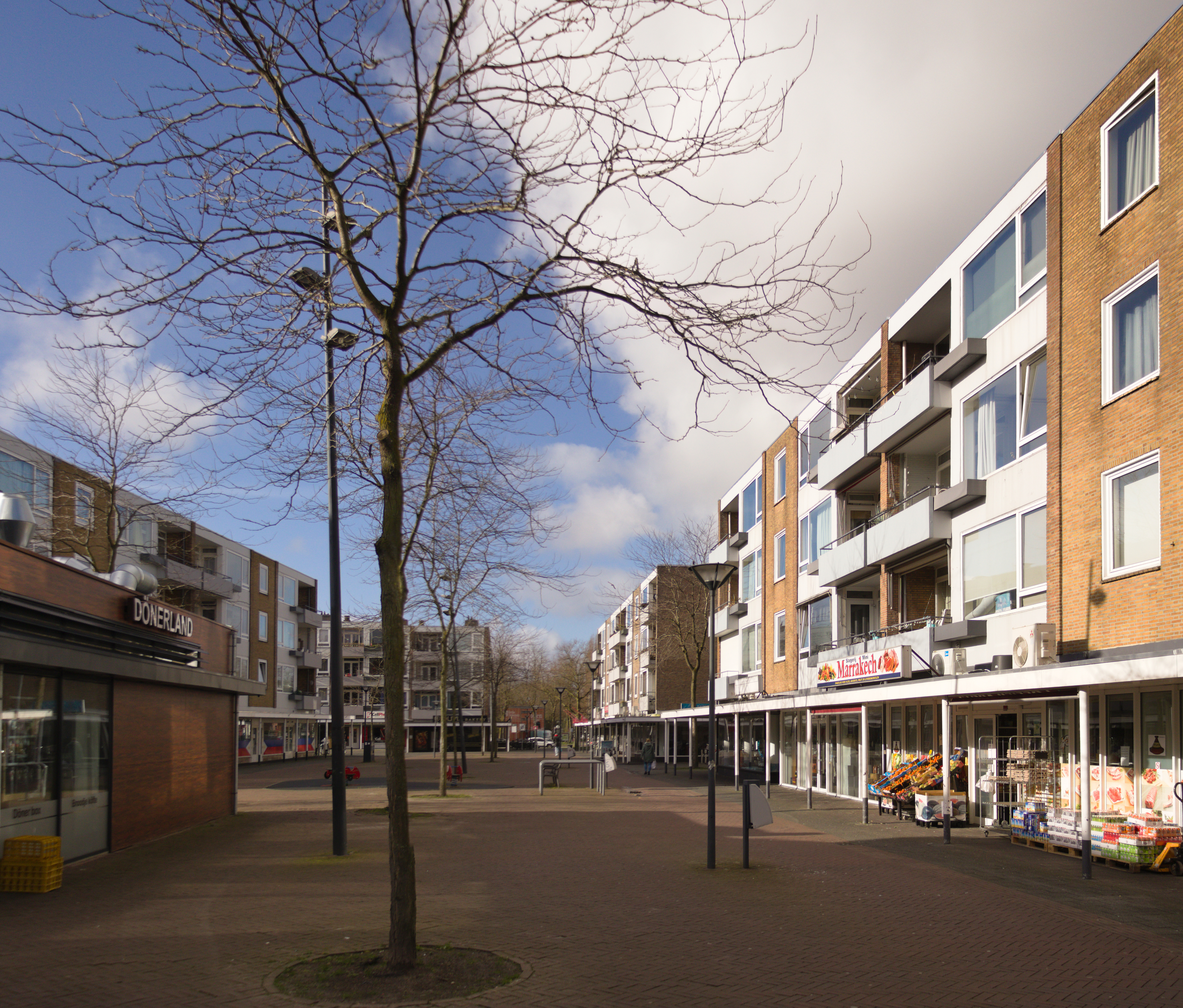
Overzicht plein
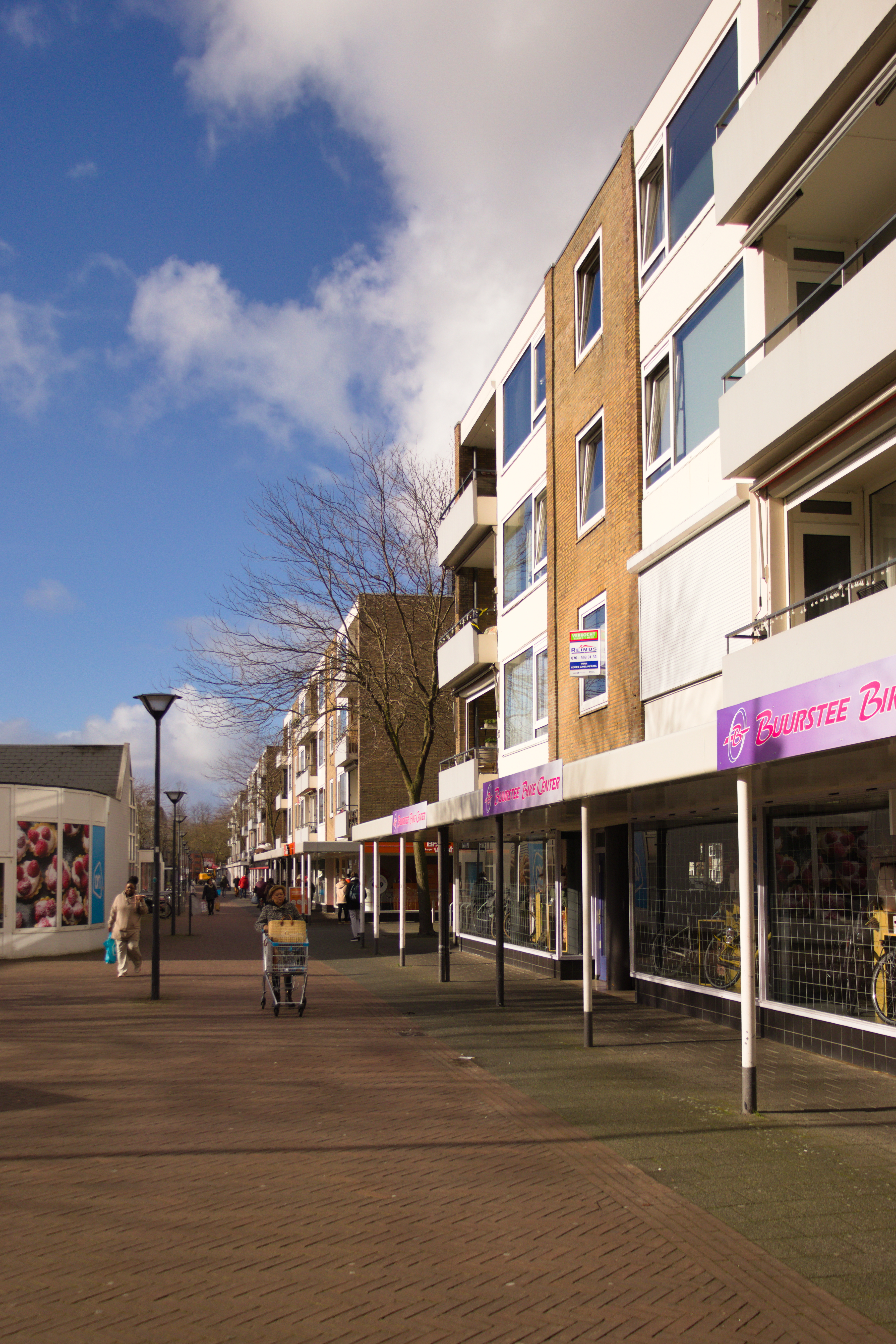
Droogloop met bovenliggende appartementen
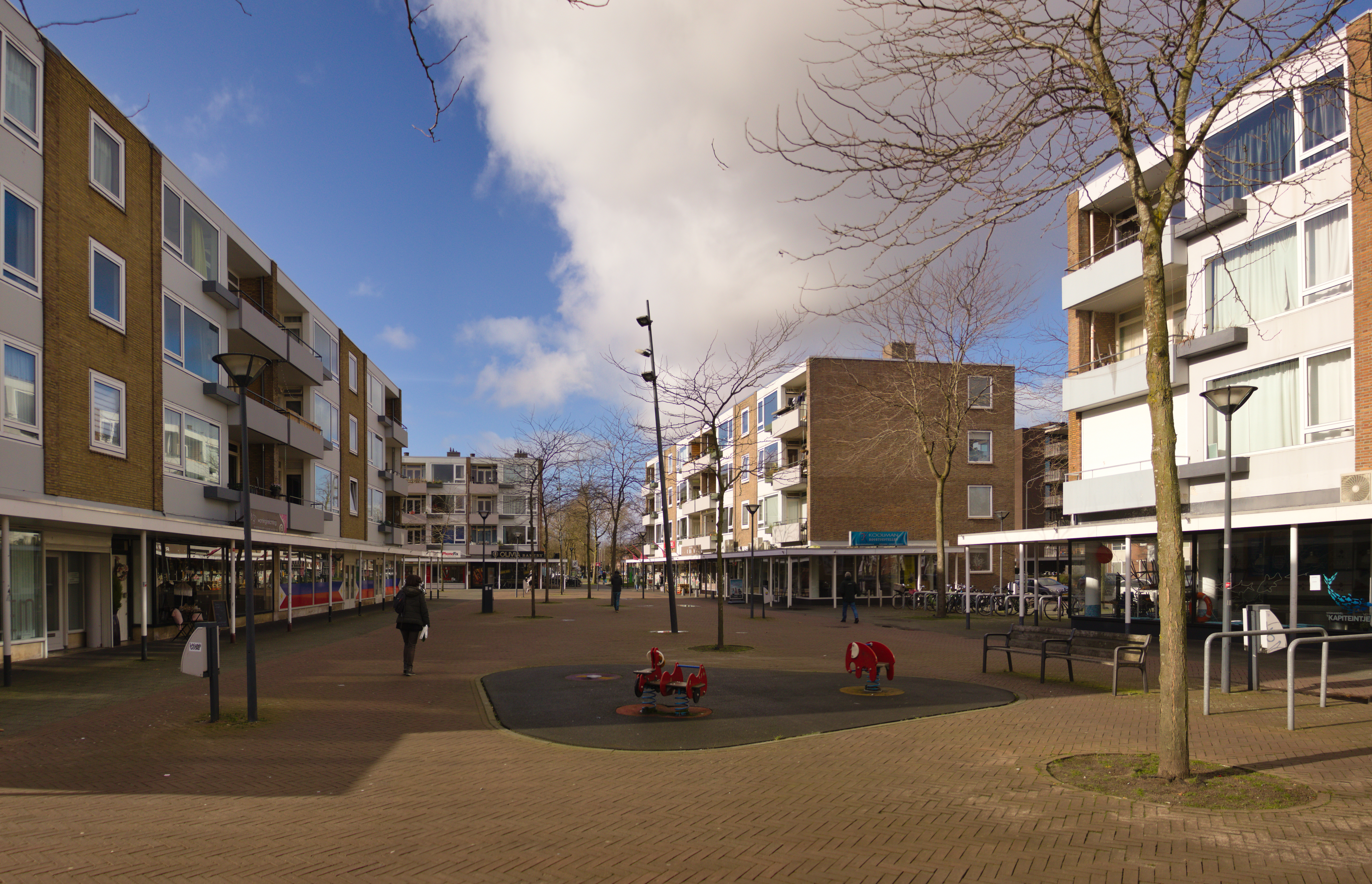
Overzicht plein